# Isogo, Yokohama
Isogo-ku (磯子区) là một trong 18 khu thuộc thành phố Yokohama, tỉnh Kanagawa, Nhật Bản.